# 長天實業
長天實業有限公司，簡稱長天實業（英語：Changtian Plastic & Chemical Limited，SGX：D2V），在1999年由楊清金和陳永富創立，名為「廈門鑫冠塑化有限公司」。主要品牌為「長天」。
主要在中國內地經營生產及銷售胶粘带、离型纸、BOPA膜、2-A2MPS，以及UV干燥离型纸。總部位於福建廈門。而股份為2007年11月9日於新加坡交易所主板上市。招股價為0.47坡元，發行股份215,000,000股，集資額為101,050,000坡元。

## 連結
- Changtian.com.sg